# Volei Steaua București
Volei Steaua București este un club român de volei masculin din Divizia A1 al CSA Steaua București. Joacă meciurile de acasă la Sala proprie.

## Istoric
Înființată în 1947, a câștigat 16 titluri de campion național, ultimul în 1991, iar în sezonul 2016-17 evoluează în Divizia A1, prima divizie a voleiului masculin românesc. După sezonul 2018-19 și-a câștigat dreptul să concureze în CEV Challenge Cup.
În istoria sa, a jucat în două finale ale Cupei Europei și trei finale ale Cupei Cupelor.

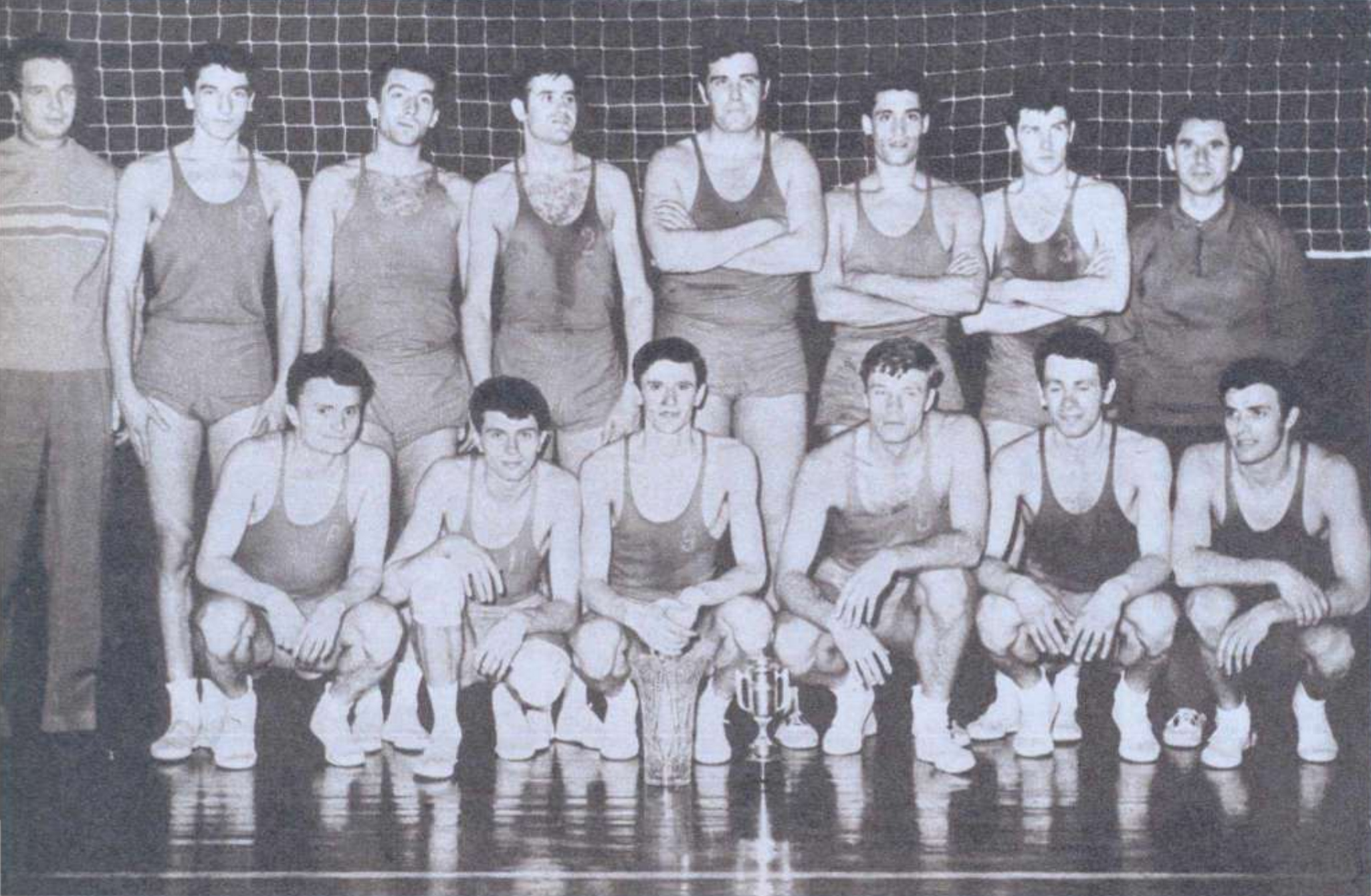
Echipa din 1968

## Palmares

### Național
- Divizia A1:
  - Campioni (16): 1951, 1952, 1954, 1957, 1967, 1968, 1969, 1970, 1971, 1978, 1986, 1987, 1988, 1989, 1990, 1991

### Internațional
- Liga Campionilor CEV:
  - Finaliști (2): 1969, 1979
- Cupa Cupelor CEV:
  - Finaliști (3): 1977, 1981, 1986

## Jucători
- Ovidiu Darlaczi
- Nicolas Grigorie
- Gheorghe Ilie
- Andrei Ana
- Cornel Miron
- George Gavriz
- Michaël Parkinson
- Karli Allik
- Ialisson César Mello de Amorin
- Caio de Prá
- Daniel Szaniawski
- Maximilian Thaller
- Dávid Csanád

## Antrenori
- 2018-2019  Bogdan Tănase